# Brandon Mull
Brandon Mull (8 de novembro de 1974) é um escritor americano conhecido pelos best-sellers da série de fantasia Fablehaven. O interesse dos jovens leitores pelos seus livros faz Brandon atravessar o país levando a mensagem que "a imaginação pode induzi-los a lugares".

## Biografia
Mull estudou nas escolas secundárias Pomperaug High School e Westlake High School, em Connecticut e Califórnia, respectivamente. Prosseguiu com os estudos na Universidade de Brigham Young em Utah.
Mull serviu dois anos no Chile como missionário da Igreja de Jesus Cristo dos Santos dos Últimos Dias. Antes de dedicar-se a escrever, foi comediante, trabalhou em escritório, com instalação de pátio, promoção de filmes, dedicou-se à publicidade e dentre outras ocupações.

### Carreira Literária
Depois de se formar pela Brigham, em 2000, começou a escrever o seu primeiro romance, contudo foi rejeitado por muitos agentes até ser visto pela editora Shadow Mountain Publishing. O trabalho lhes pareceu muito promissor, mas decidiram por não publicá-lo e pediram para ver algo mais. Foi quando escreveu Fablehaven e acabou sendo publicado pela editora.
Fablehaven tem cinco livros, todos com tradução no Brasil pela Editora Rocco. A série, publicada entre 2006 e 2011, atingiu altas posições na lista dos best-sellers do New York Times e foi listado várias vezes como "um forte candidato a se tornar a próxima série de fantasia", aludindo a substituir Harry Potter. A pentalogia, traduzida em várias línguas, já vendeu dois milhões de cópias nos Estados Unidos e os direitos para produção do filme foram obtidos pelo produtor Avi Arad, conhecido pelas produções de Homem de Ferro e do Espetacular Homem-Aranha.
Em 2007, publicou The Candy Shop War, seu primeiro livro fora da da série Fablehaven. Cinco anos depois, em outubro de 2012, uma sequência intitulada The Arcade Catastrophe foi publicada. Em 2009 publicou junto com Brandon Dorman, o ilustrador da série Fablehaven, seu primeiro livro para crianças pequenas: Pingo, que por sua vez teve uma sequência públicada em setembro de 2012 intitulada Pingo and the Playground Bully.
Após a conclusão da série Fablehaven, Mull publicou Beyonders: A World Without Heroes em 2011. O livro é o primeiro da Trilogia Beyonders, série essa que tinha sido originalmente destinada a ser publicada, mas foi rejeitada em um primeiro momento. Em março 2012 foi lançado o segundo livro da trilogia, Beyonders: Seeds of Rebellion e em março 2013, veio o terceiro, Chasing the Prophecy. Tanto A World Without Heroes como Seeds of Rebellion atingiram a posição de número 1 na lista dos best-sellers do NYT.
Atualmente reside num vale próximo à entrada de um canyon com sua mulher e seus três filhos, e faz turnês nos EUA visitando escolas e livrarias.

## Livros

### Fablehaven
- Fablehaven: Onde as Criaturas Mágicas se Escondem (2006)
- Fablehaven: A Ascensão da Estrela Vespertina (2007)
- Fablehaven: Nas Garras da Praga das Sombras (2008)
- Fablehaven: Segredos do Santuário de Dragão (2009)
- Fablehaven: Chaves para a Prisão dos Demônios (2010)

#### Série relacionada:Dragonwatch
- Dragonwatch: A Fablehaven Adventure (2017)

Continuação de Fablehaven com 5 livros.

### Beyonders
- A World Without Heroes (2011)
- Seeds of Rebellion (2012)
- Chasing the Prophecy (2013)

### Five Kingdoms
- Five Kingdoms: Sky Raiders (2014)
- Five Kingdoms: Rogue Knight (2014)
- Five Kingdoms: Crystal Keepers (2015)
- Five Kingdoms: Death Weavers (2016)
- Five Kingdoms: Time Jumpers (2017)

### Candy Shop War
- The Candy Shop War (2007)
- The Candy Shop War: The Arcadeland Catastrophe (2012)

### Pingo
- Pingo (2009)
- Pingo and the Playground Bully (2012)

### Spirit Animals
Wild born (2013) no Brasil: Nascidos na Selva (Editora Fundamento, 2014)
Escreveu o primeiro livro da série (total 7) de livros interativos de fantasia, os demais foram escritos por outros autores como Maggie Stiefvater, Tui T. Sutherland, Marie Lu e outros.